# Фењер
Фењер (од стгрч.  — „мала светиљка”) је врста преносиве лампе уоквирене стаклом унутар које гори свећа или има резервоар са течним горивом (шпиритус или петролеј) и фитиљ.
Поред стакла, фењери морају имати оквир, најчешће метални, који ће држати стакло и дршку на врху. Принцип фењера, којем је неопходан довод свежег ваздуха јер пламен сагорева кисеоник, први је конципирао Леонардо да Винчи.
У време без електричне енергије фењер се користио као преносно осветљење тако да су оквир и дршка погодни за ношење а стакло штити да се пламен не угаси од кретања и ветра. Поред тога стакло штити да се пламен не пренесе и не упали нешто у просторији. 
Фењер је био згодан за пољопривреднике пошто је могао да се безбедно носи у тор или шталу, подруме односно просторије са сеном или сламом.
У данашње време развојем технологије и расвете дошло је и до модернизације фењера па се тако користе фењери са електричним сијалицама, сијалицама са батеријама и LED сијалицама.

## Галерија
- Фењер у Нишу 2021. г.
- Фењер из околине Пирота из 1960-их